# Mārtiņš Krūmiņš
Mārtiņš Krūmiņš (Riga, 2 de març de 1900 - 1992) va ser un pintor impressionista estatunidenc-letó. Va deixar Letònia després de la Segona Guerra Mundial i va arribar als Estats Units el 1950.

## Biografia
Va estudiar al taller del pintor rus Sergei Vinogradov entre els anys 1929 i 1935. El 1935 Krumins va matricular-se a l'Acadèmia d'Art de Letònia i va ser admès pel professor Vilhelms Purvitis, graduant-se amb el títol d'«artista pintor» l'any 1942.

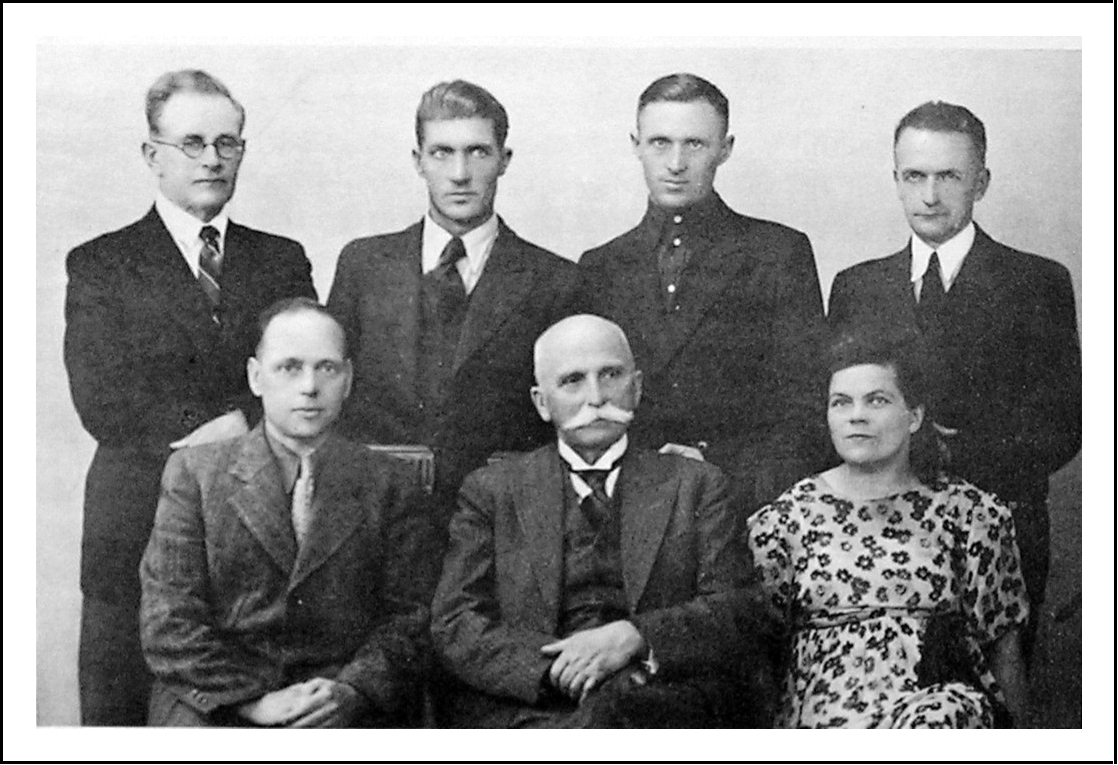
Graduació a l'Acadèmia d'Art de Letònia, 1942. Martins Krumins està assegut el primer a l'esquerra. Al centre el professor Vilhelms Purvitis.

 A l'octubre de 1944 Krūmiņš amb el seu rotlle de llenços i va surtir de Liepāja a Letònia cap a Danzig a Alemanya al mateix vaixe que centenars d'altres refugiats. Després de la caiguda de Hitler, com a persona desplaçada, es va instal·lar en un camp de refugiats a Augsburg. Aquest va ser el començament d'anys productius com a artista, malgrat la mala qualitat i l'escassetat de materials de pintura que podien ser comprats després de la guerra a Alemanya. Va participar en exposicions organitzades per l'Organització Internacional de Refugiats, a Amsterdam, la Haia i París, i també va ensenyar a l'Extensió de la Universitat de Letònia en Augsburg.
El 1950 es va embarcar per als Estats Units. Krūmiņš va arribar a Nova York i va començar un difícil procés d'adaptació a la vida als Estats Units. No parlava anglès i havia d'aconseguir un treball per guanyar-se la vida i, sens dubte, continuar el seu treball creatiu. En comparació amb la mala qualitat dels materials de l'artista disponibles en el camp de refugiats, els llenços i pintures disponibles als Estats Units van ajudar el seu treball enormement, com es pot veure en la qualitat i evolució de les seves pròpies pintures.
L'historiador de l'art Janis Siliņš va escriure en un llibre sobre Mārtiņš Krūmiņš -publicat per l'Associació d'Humanitats i Ciències Socials de Letònia el 1980 i sense drets d'autor-: «Mārtiņš Krūmiņš... pertany als artistes de la seva generació, que enmig de les tendències canviants de l'art contemporani, després de trenta anys a l'exili, va continuar estant bàsicament a prop del desenvolupament de les tradicions de l'art de la seva pàtria.»